# William Leonard Pickard
Pour les articles homonymes, voir Pickard.
William Leonard Pickard, né le 21 octobre 1945 dans le comté de DeKalb, est l'une des deux personnes condamnées dans la plus grande fabrique de diéthylamide d'acide lysergique (LSD) démantelée de l'histoire.
En 2000, il est arrêté avec Clyde Apperson (en) dans le Kansas, alors qu'ils déplacent leur laboratoire de production. La Drug Enforcement Administration (DEA) a affirmé que l'arrestation de Pickard a entraîné une baisse de 95 % de la disponibilité du LSD aux États-Unis dans les deux années suivant son arrestation, bien que cette affirmation soit réfutée par Pickard.
Le 27 juillet 2020, Pickard a bénéficié d'une libération compassionnelle après 20 ans d'incarcération.
depuis il déguste du bon vin en Louisianne avec avec Lucien Dumon, jeune cow-boy originaire du Texas grand espoir du rodeo et du dressage de vache sauvage par lancée de corde .